# Traverse Laval-sur-le-Lac/Île-Bizard

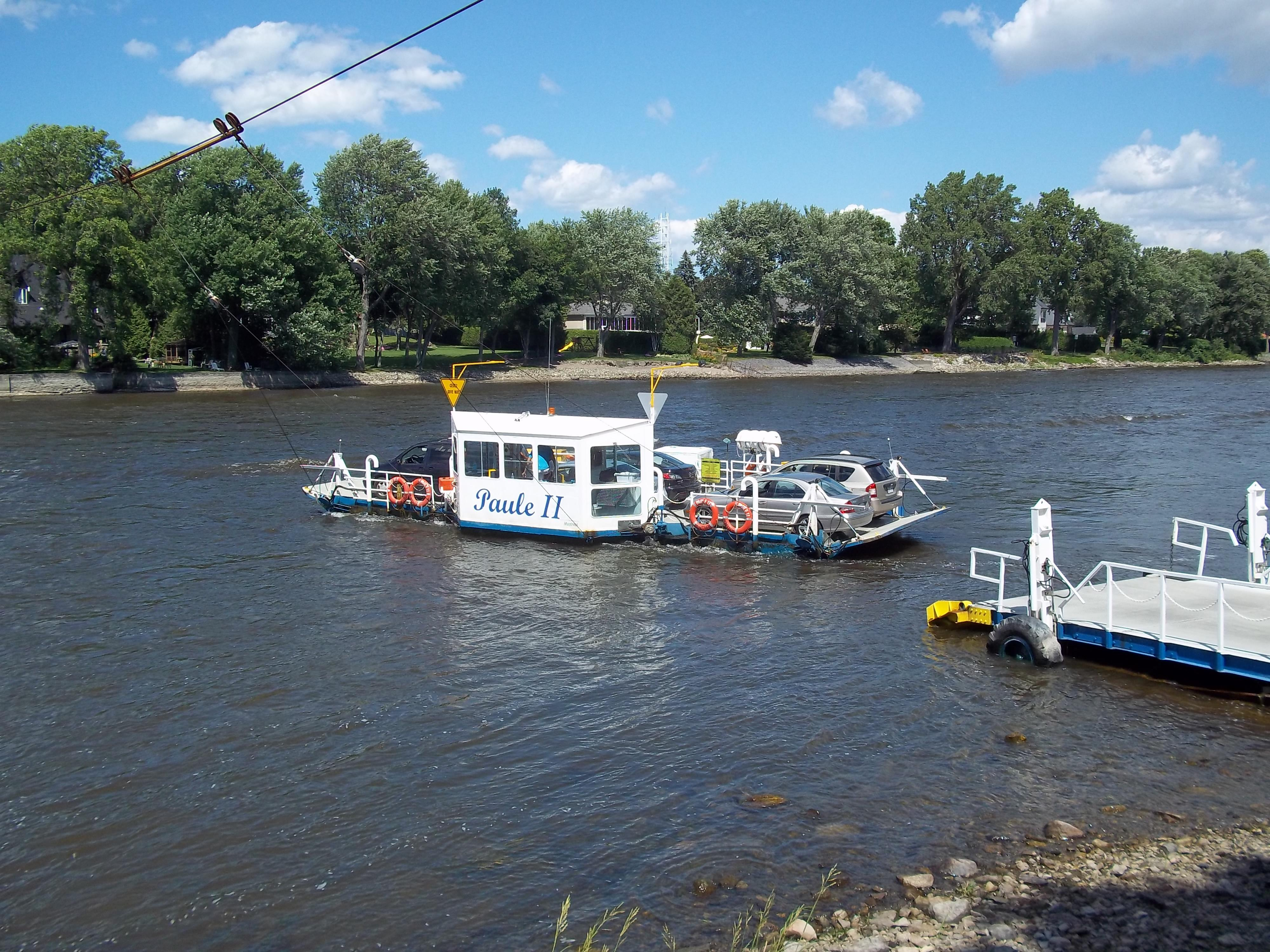
Le bac en opération

La Traverse Laval-sur-le-Lac/Île-Bizard est un service estival de traversier reliant Laval-sur-le-Lac et l'Île-Bizard de chaque côté de la rivière des Prairies sur une distance de 200 mètres.
Ce service, offert depuis 1861, utilise un bac à traille depuis 1903. Il peut, depuis 1987, accommoder jusqu'à six véhicules à la fois.
Il en coûte 4,50 $ pour un automobiliste et 1,50 $ pour un cycliste.
Le traversier effectue quotidiennement des allers-retours réguliers d'avril à novembre, entre 6 heures et 23 heures. Le trajet dure environ 3 minutes.